# Capilla de Nuestra Señora del Carmen (Ayamonte)
La Capilla de Nuestra Sra. del Carmen, o Capilla del Carmen, está situada en la Barriada de Canela, en Ayamonte, a escasos 1.500 metros del centro de la barriada, de construcción rectangular, alberga en su interior una imagen de la Virgen de su misma advocación
Cada año el 16 de julio, la imagen de la Virgen del Carmen es sacada a hombros hasta el estero de Canela, que es básicamente un brazo de agua del cercano río Guadiana, durante la popular romería marinera que se celebra en su honor.

## Historia
La construcción de la capilla surge en el siglo XIX como una necesidad, para solventar las carencias educativas, religiosas y espirituales que por aquel entonces tenían los habitantes de Isla Canela, ya que vivían en una zona considerablemente apartada de lo que era en la época el núcleo urbano de Ayamonte.
No se tiene conocimiento de la fecha de construcción de la capilla, aunque funciona desde antes del año 1810. Se conoce de su existencia en esta época ya que a ella acudían miembros de la Junta de Sevilla, así como militares, marineros, operarios y otras personas que en Canela estaban refugiados, cuando dicha junta se instaló en Ayamonte con motivo de la invasión francesa.
Inmersa España en la Guerra de la Independencia contra Napoleón, los miembros de la Junta de Sevilla, integrados ya en la Junta Central Suprema, que promulgaría posteriormente en Cádiz la Constitución de 1812, La Pepa, se refugiaron en la Isla de Canela, atraídos por su difícil acceso y su cercanía a la frontera portuguesa.
Con la toma de Sevilla el 31 de enero de 1810, la Academia Militar de Sevilla se convirtió en batallón, con Mariano Gil de Bernabé al frente del mismo, dirigiéndose hacia Niebla para llegar hasta Ayamonte con la orden de poner a buen resguardo los caudales públicos que gestionaba la Junta Central Suprema en ese momento. En Ayamonte fue disuelta la Academia oficialmente el 11 de febrero.
En 1925 es construida la actual capilla sobre los restos de la antigua, debido al mal estado en el que se encontraba la misma, y fue por estas fechas cuando se trasladó la imagen de la Virgen del Carmen desde una Capilla en La Redondela hasta la Capilla de Canela.

## Hermandades y cofradías con sede en la Capilla de Nuestra Señora del Carmen
- Hermandad de Nuestra Señora del Carmen

Es la Hermandad que se encarga de celebrar las fiestas en honor a Nuestra Señora del Carmen, así como de su tradicional ofrenda y procesión, en la cual se porta a hombros a la imagen por el estero de Canela.